# Kruiskapel (Schietecoven)

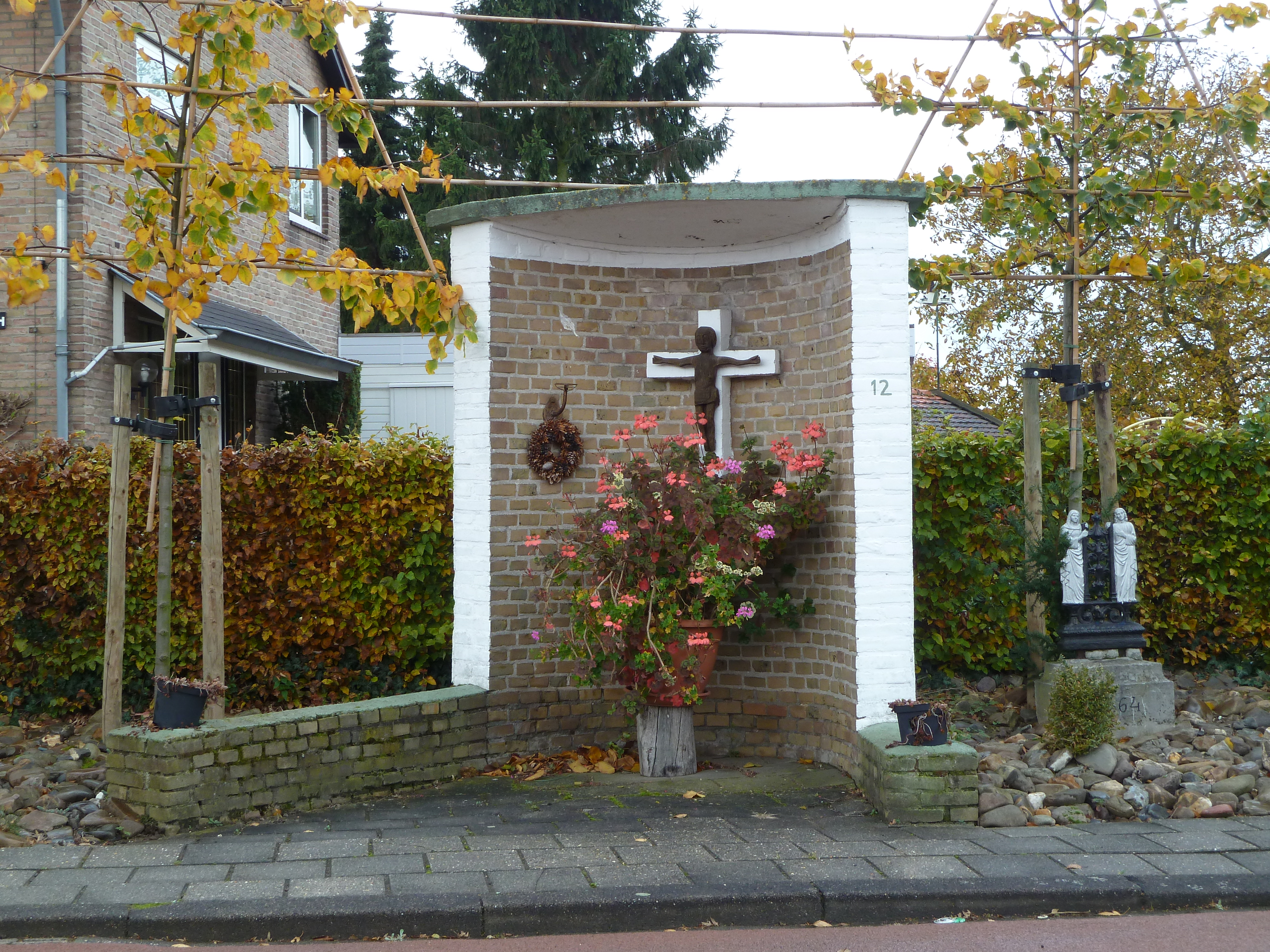
De Kruiskapel

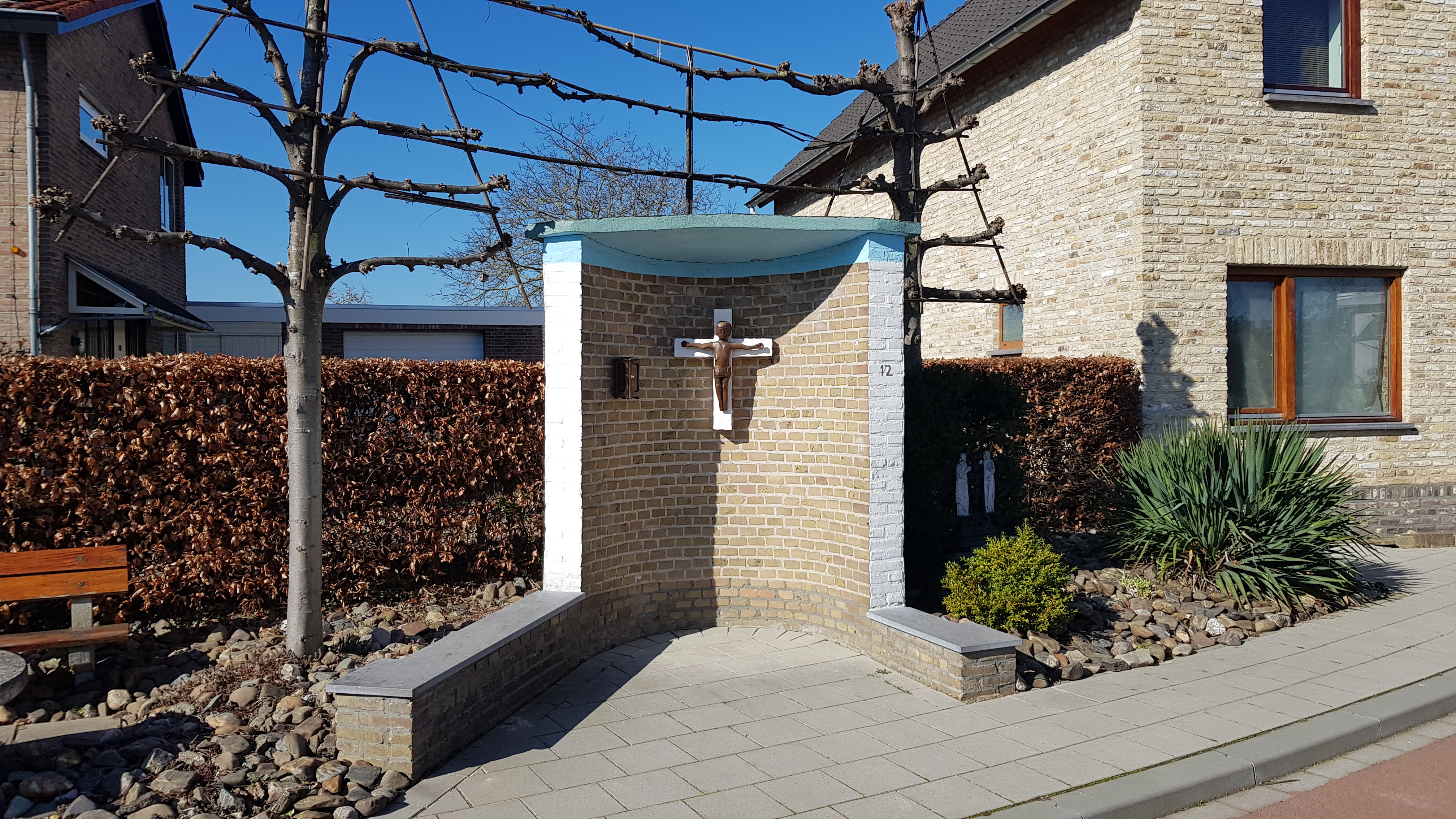
De Kruiskapel

De Kruiskapel is een kapel in Schietecoven in de Nederlands Zuid-Limburgse gemeente Meerssen. De kapel staat aan de Hekstraat 12 op de plaats waar de Putstraat hierop uitkomt. Rechts van de kapel staat er een restant van een wegkruis uit 1864.
De kapel is gewijd aan het kruis.

## Geschiedenis
In 1962 werd de kapel gebouwd op de plek waar vroeger een kruis heeft gestaan. Dit kruis stamde uit 1864 en werd in de Tweede Wereldoorlog vernield.

## Bouwwerk
De open bakstenen kapel is opgetrokken op een halfrond plattegrond en wordt gedekt door een betonnen plat dak. Dit dak is blauw geschilderd terwijl de halfronde achtergevel en de uiteindes wit geschilderd zijn. De beide uiteindes van de halfronde gevel zijn verlengd met een laag stenen muurtje.
Van binnen is het metselwerk uitgevoerd in gele bakstenen, waarbij de bovenrand en het plafond blauw geschilderd is. Op de achterwand is een betonnen kruis aangebracht met daarop een houten Christusbeeld van de hand van kunstenaar Gène Eggen. Links van het kruis is op de wand een devotielamp opgehangen.